# José Loiola
José Geraldo Loiola (ur. 28 marca 1970 w Vitória) – brazylijski siatkarz plażowy. Mistrz Świata z 1999 w parze z Emanuelem Rego oraz wicemistrz z 2001 z Ricardo Santosem. Wygrał również World Tour w 1999 odnosząc w tamtym sezonie 7 zwycięstw ma 13 możliwych turniejów. Uczestniczył na Igrzyskach Olimpijskich w 2000 roku zajmując 9. miejsce.